# Ursula Schaeppi
Ursula Schaeppi (* 22. Juni 1940 in Zürich) ist eine Schweizer Schauspielerin und Komikerin.

## Leben
Ursula Schaeppi spielte als Kind einige Rollen und ging mit 15 Jahren in den Schauspielunterricht. Danach stand sie mehr als zehn Jahre lang auf verschiedenen Bühnen in Deutschland. Mit den Deutschen Kammerspielen Buenos Aires begab sie sich ein Jahr lang auf Tournee durch Süd- und Mittelamerika.
In der gesamten Deutschschweiz bekannt wurde sie durch die Showblocks der Sendung Teleboy (1974 bis 1981) in der Rolle als «Göre Ursula». In der Mitte der 1970er Jahre spielte sie weiterhin Theater und produzierte eigene Stücke. An der Seite von Walter Andreas Müller spielte sie in der Sketcheinlage «Adam und Eva Chifler» der Quizsendung Traumpaar (1987 bis 1993). 1987 wurde sie für diese Rolle zusammen mit Walter Andreas Müller bei den Prix-Walo-Verleihungen als Publikumsliebling geehrt. 1990 spielte Schaeppi die Doppelrolle als Lisbethli und ihre Mutter im Infomercial Rotsch.
Weil innerhalb kurzer Zeit sieben Personen gestorben waren, die Ursula Schaeppi sehr nahegestanden sind, glitt sie 1997 in eine Depression. Sie sprach 1998 im Zischtigsclub öffentlich darüber, weil sie mit ihrem Auftritt auf den Fakt aufmerksam machen wollte, dass die Krankheit auch prominente Personen trifft. 2013 machte sie bekannt, dass sie an der chronischen lymphatischen Leukämie erkrankt ist.
Seit 2003 lebt sie in Thalwil und gründete dort das Kinder-Theater-Atelier. Sie arbeitet heute mit Senioren und Kindern und inszeniert im Atelier Theaterstücke wie beispielsweise «Peter und der Wolf».
16 Jahre lang war sie mit dem Schweizer Theaterunternehmer Rudolf Haas (* 1954) liiert.

## Filmografie
- 1973: Ein Fall für Männdli: Lange Finger, Regie: Wolf Dietrich